# NGC 6432
NGC 6432 (другое обозначение — ESO 520-**25) — четверная звезда в созвездии Стрелец.
Этот объект входит в число перечисленных в оригинальной редакции «Нового общего каталога».